# Juri Nikolajewitsch Afanassjew

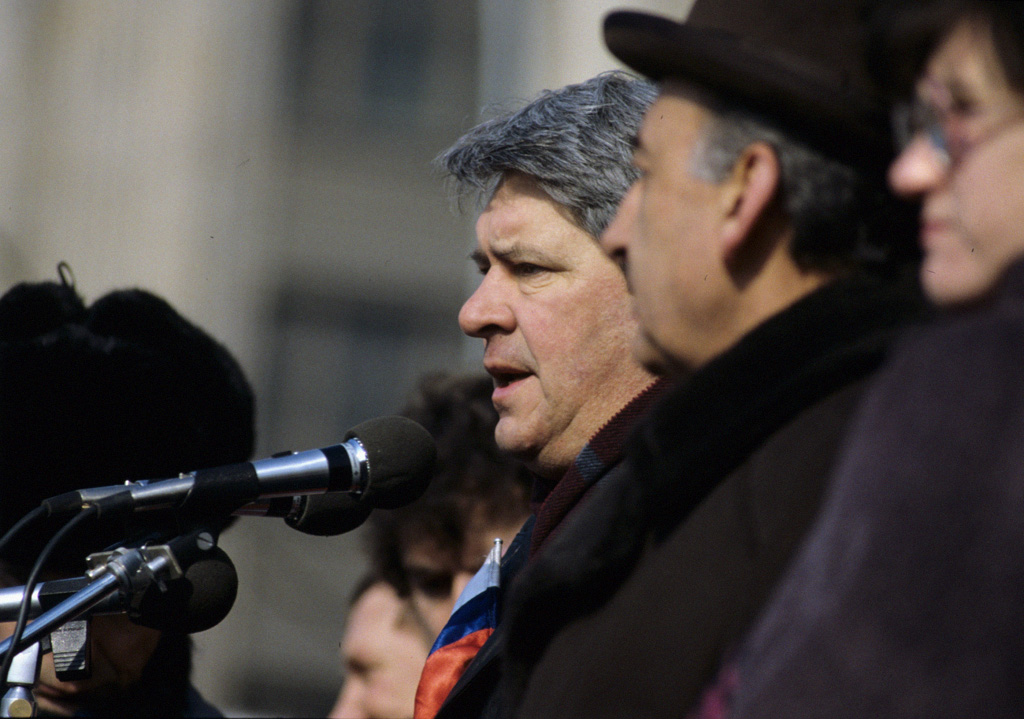
Juri Afanassjew (1991)

Juri Nikolajewitsch Afanassjew (russisch Ю́рий Никола́евич Афана́сьев; * 5. September 1934 in Maina, Oblast Uljanowsk, Sowjetunion; † 14. September 2015 in Moskau) war ein sowjetischer und russischer Historiker und Politiker.

## Biografie
Afanassjew schloss 1957 das Studium der Geschichte an der Moskauer Staatlichen Universität (MGU) ab. Zweimal – 1971 und 1976 – hielt er sich an der Sorbonne auf. Afanassjew war Doktor der historischen Wissenschaften, Professor, Akademiker und Mitglied der Russischen Akademie der Naturwissenschaften (RANW). Afanassjew arbeitete als Wissenschaftlicher Mitarbeiter der Abteilung für Kulturgeschichte des Auslands im Institut der Allgemeinen Geschichte der UdSSR, als Redaktor für Geschichte und Mitglied des Redaktionskollegiums des Journals «Kommunist». Afanassjew war Rektor des Moskauer Historisch-archivalischen Instituts und Gründer und Rektor der Russischen Staatlichen Geisteswissenschaftlichen Universität (RGGU).
Er war Funktionär der Komsomol und der Pioniere. Von 1954 bis 1991 war er Mitglied der Kommunistischen Partei der Sowjetunion. 1989 wurde er im Noginsker Wahlkreis in der Moskauer Oblast zum Volksdeputierten der UdSSR gewählt. Er war Mitglied der Überregionalen Deputiertengruppe. 1990 war er Mitglied der Gruppe «Bürgerliches Handeln», Mitvorsitzender der Partei «Demokratisches Russland». Er war auch Teilnehmer des «Demokratischen Kongresses» im Jahre 1991.
Seine wissenschaftlichen Interessen waren die Geschichte der Geschichtswissenschaften, französische Historiographie, die Annales-Schule, die Geschichte Russlands, theoretische und methodologische Grundlagen der Geschichte der Wissenschaften, Politologie, Philosophie der Bildung, darunter neue Erziehungsmethoden und Bildungstechnologien.
Afanassjew ist Urheber der Redewendung „aggressiv-gehorsame Mehrheit“, womit er erstmals einige Abgeordnete der ersten Session der Volksdeputierten der UdSSR im Kreml im Jahre 1989 bezeichnete.

## Auszeichnungen
- Ritter der Ehrenlegion (Frankreich)
- Orden des Großfürsten Gediminas III. Grad (Litauen)
- Nordstern-Orden (Schweden)[3]
- Ehrenmedaille des 13. Januars (Litauen, 1. September 1992)[4]

## Publikationen (Auswahl)
- Историзм против эклектики: Французская историческая школа «Анналов» в современной буржуазной историографии. Мысль, М. 1980.
- (Ред.) Другая война: 1939-1945 Российский государственный гуманитарный университет, М. 1996, ISBN 5-7281-0053-8.
- Опасная Россия. РГГУ, М. 2001.
- The End of Russia? 2009.

### Publikationen auf Deutsch
- (Mitautor) Der Kampf für Perestroika. Greno, Nördlingen 1988, ISBN 3-89190-706-0.
- (Hrsg.) Es gibt keine Alternative zu Perestroika: Glasnost, Demokratie, Sozialismus. Greno, Nördlingen 1988, ISBN 3-89190-526-2.
- Die Angst überwinden. Hessische Landeszentrale für Politische Bildung, Wiesbaden 1990.
- Russland: Despotie oder Demokratie. Econ, Düsseldorf 1993, ISBN 3-430-13247-9.